# Governo minoritário
Um governo minoritário ou um gabinete minoritário, é um gabinete de um sistema parlamentar formado quando o partido político governante ou a coalizão dos partidos não possui a maioria do total de lugares no parlamento. Também é conhecido como um "Parlamento sem Maioria" (Hung Parliament). Nos parlamentos bicamerais, o termo refere-se à situação na câmara cuja confiança é considerada mais crucial.
Em geral, um governo minoritário tende a ser menos estável que um governo de maioria, porque a oposição sempre poderá derrubar o governo com uma simples moção de censura. Além disso, argumenta-se muitas vezes, que um governo minoritário é menos responsável porque o líder pode esquivar-se da responsabilidade e dividir a culpa com a oposição. Exige-se responsabilidade por parte da oposição nas medidas mais impopulares.

## Coalizões e alianças
Para lidar com situações onde as maiorias não aparecem claras, os partidos ou formam coalizões governamentais, alianças ou acordos com outros partidos para permanecerem no cargo.
Uma situação comum é o governo com "jumping majorities", ou seja, aquela em que o gabinete permanece durante o tempo em que possa negociar o apoio do parlamento — as maiorias que podem ser diferentemente formadas de questão para questão, de projeto de lei para projeto de lei.
Um acordo alternativo é uma aliança mais flexível dos partidos, exemplificada com a Suécia. Lá, o longo governo social-democrata tem governado com mais ou, na sua maioria, menos apoio formal de outros partidos; em meados do século XX com o apoio dos ruralistas, depois de 1968 com o dos comunistas, e mais recentemente com o dos Verdes e ex-comunistas, e, portanto, tem sido capaz de permanecer no poder executivo e (na prática) propor leis. Isto também é comum no Canadá, onde nove eleições de 1921 a 2005 produziram efetivamente governos federais minoritários: os partidos podem raramente cooperar o suficiente para formar uma coalizão, mas ao invés disso realizam alianças flexíveis.
Ocasionalmente um acordo de confiança e dotação pode ser formado. Este é um pacto mais formal que ainda está aquém da criação de uma coalizão governamental. Na província canadense de Ontário, o Partido Liberal formou um governo minoritário, de 1985 a 1987, baseado num acordo formal com o Novo Partido Democrático (NDP): o NDP concordou em apoiar os liberais por dois anos em todas as moções de confiança e legislação orçamental, em troca da aprovação de determinadas medidas legislativas propostas pelo NDP. Esta não foi uma coalizão governamental, uma vez que o NDP permaneceu sendo um partido de oposição e não ocupou lugares no gabinete. Neste caso, os liberais não têm sequer uma pluralidade de lugares: eles tinham 48 e tinha o NDP 25, mas o conservadores progressistas eram o maior partido com 52 lugares.
No Canadá, em situações de minoria, o governo titular tem a primeira oportunidade para tentar ganhar a confiança do Parlamento, mesmo que tenha menos lugares. Normalmente, nesta situação, o governo titular simplesmente renuncia se o principal partido da oposição está a apenas alguns poucos lugares de ter uma maioria ou se ele sentir que não tem qualquer chance de ganhar o apoio suficiente dos membros dos pequenos partidos para ganhar um voto inicial de confiança. Assim, em 1957, 1963, 1979 e 2006, os governos titulares renunciaram em vez de tentarem permanecer no poder.
O 48º Parlamento da Nova Zelândia opera com uma coalizão e uma aliança flexível: o governo é uma coalizão entre o Partido Trabalhista e o Progressista, enquanto que o Futuro Unido e o Primeiro da Nova Zelândia têm um acordo para apoiar o governo em assuntos de confiança, enquanto que o Partido Verde abstém-se.

### Sistema de pluralidade simples
Na maior parte das nações que utilizam o sistema Westminster, cada círculo eleitoral elege um membro do parlamento pelo voto da pluralidade simples. Este sistema fortemente faz com que o voto aumente o número de lugares dos dois partidos mais votados, e reduza o número de lugares dos menos votados, um princípio conhecido em ciência política como lei de Duverger, e, assim, os governos minoritários são relativamente incomuns. (Defensores deste sistema vêem isso como uma vantagem do mesmo.) Um partido com menos de 40% de voto popular muitas vezes pode ganhar a maioria dos lugares. (Por exemplo, em 2005 na Eleição Geral do Reino Unido, o governo do Partido Trabalhista ganhou uma maioria de 66 lugares na Câmara dos Comuns com apenas 35,3% do voto popular.) Se o apoio para alguns partidos está concentrado regionalmente, no entanto, a lei de Duverger é então aplicada separadamente para cada região, e por isso é perfeitamente possível que nenhum partido seja suficientemente dominante em cada região, a fim de receber a maioria dos lugares.
Em uma situação minoritária o chefe do maior partido geralmente é convidado a formar um governo. Eles devem então formar uma coalizão com um ou mais partidos existentes, ou têm de ganhar o apoio suficiente de outros partidos ou independentes para evitar as moções de censura. Devido às moções de censura, os governos minoritários são freqüentemente de curta duração ou caem antes do término de seu prazo. O líder de um governo minoritário terá também muitas vezes que convocar uma eleição na esperança de ganhar um mandato mais forte do eleitorado. No Canadá, por exemplo, os governos federais de minoria duram em média 18 meses.

## Ver Também
Governo maioritário
Governo no exílio
Governo de coalizão